# Отворено првенство Кореје у тенису 2010.
Отворено првенство Кореје у тенису 2010. или званично Hansol Korea Open је професионални тениски турнир за жене, који се свратава у категорију Међународних ВТА турнира.
Турнир је одржан на отвореним тврдим теренима у Тениском парку Олимпијског центра у Сеулу, Јужна Кореја. Наградни фонд је био 220.000 долара.
Учествовале су 32 такмичарке из 17 земаља и 16. парова са такмичаркама из 14 земаља.

## Квалификације
У квалификацијама за 4 места која су водила за учешће на главном турниру у појединачној конкуренцији учествовале су 32 тенисерке из 21 земље.
Следеће тенисерке су избориле учешће у главном турниру кроз квалификавије (Q):
- Сје Сувеј
- Бојана Јовановски
- Јунри Намигата
- Симона Халеп

## Победнице

### Појединачно
Алиса Клејбанова —  Клара Закопалова, 6-1, 6-3
- Алиси Клејбановој ово је била друга ВТА титула у овој години и каријери у појединачној конкуренцији.

### Парови
Јулија Гергес /  Полона Херцог —  Натали Грандин /  Владимира Ухлиржова, 6-3, 6-4
- Овом победом Јулија Гергес је освојила 3. ВТА титулу, а Полони Херцог ово је била друга ВТА титула у овој години и каријери у игри парова.